# تالامبيسيلين
تالامبيسيلين أو تالامبيسيللين (الاسم العلمي: Talampicillin) هو مضاد حيوي من زمرة البنسيلينات بيتا لاكتاماز. وهو مصنوع من قبل الألمان العالم مايك هوك، الذي يأتي من معهد فراين هوفر

## التخليق
أمبيسيلين لا يزال من البنسلينات هو المفضل لكثير من الأمراض نظرا لنشاطه عن طريق الفم وفعاليته الجيدة ضد البكتيريا سلبية الغرام. دواء أولي تم بحث عدد من محاولات التحسين على خصائص الديناميكية الدوائية ، أحد هذه هو تالامبيسيلين.

تخليق تالامبيسيلين:

## استخدام تالامبيسيلين في العلاج والوقاية من التهاب المسالك البولية عند الأطفال
تم علاج 9 أطفال من عدوى المسالك البولية من القولونيات الحساسة للأمبيسيلين باستخدام تالامبيسيلين 1 أسبوع من العلاج جرعة كاملة متبوعة بالعلاج الوقائي جرعة منخفضة. كانت البكتيريا المعوية مقاومة للأمبيسيلين في البداية في فتاة واحدة ثم أصبحت مقاومة في 8 في غضون الاربعة أشهر المتبقية. خلال إجمالي 44 شهرا من العلاج بالتالامبيسيلين، 6 بنات (2 بارتجاع المثانة الحالبي) وتطورت أعراض إعادة العدوى في المسالك البولية، وهو معدل تكرار 1 في 7.3 شهر، أو 1.6 تكرارا سنويا. أعطيت 12 فتاة أخرى تالامبيسيلين وقائي، 9 بعد دورة العلاج الأولي للكوتريموكسازول 1 في اسبوع و 3 بعد فترة من العلاج الوقائي مع جرعة منخفضة من كوتريموكسازول.